# رئوس مطالب رمزنگاری
در ادامه یک مرور کلی بر روئوس مطالب در زمینه رمزنگاری ارائه می‌شود:
رمزنگاری بررسی و شناخت شیوه‌های پنهان کردن اطلاعات است. رمزنگاری جدید به رشته‌های علمی ریاضیات،علوم رایانه، مهندسی تقسیم می‌شود. زمینه های کاربردی زیادی مانند خودپردازها، گذرواژه و تجارت الکترونیک و امضای دیجیتال وجود دارند که از رمزنگاری استفاده میکنند.

## ماهیت رمزنگاری
مقاله اصلی : رمزنگاری
- رمزنگاری –
- کلید رمز –
- رمز کردن (Cipher) –
- متن رمزنگاری شده –
- متن آشکار –
- کد –
- Tabula recta (Tabula recta)
- آلیس و باب (Alice and Bob) –

## استفاده از تکنیک های رمزنگاری
- Commitment scheme –
- محاسبه چندبخشی امن Secure multiparty computation –
- رأی‌گیری الکترونیکی –
- اصالت‌سنجی –
- امضای دیجیتال –
- Crypto system –
- مسئله شام خوردن رمزنگاران –
- Pseudonymity –
- Anonymous Internet banking –
- مسیریابی پیازی –
- پول الکترونیکی –

## مشتقات رمزنگاری
- Cryptographic engineering –
- Multivariate cryptography –
- رمزنگاری کوانتومی –
- پنهان نگاری –
- رمزنگاری بصری –

## تاریخچه رمزنگاری
مقاله اصلی: History of cryptography، Timeline of cryptography
- Japanese cryptology from the 1500s to Meiji –
- en: World War I cryptography –
- en: World War I cryptography –
- Reservehandverfahren –
- پروژه ونونا –
- Ultra –

## رمزکردن
مقاله اصلی: Cipher

## کلاسیک
- رمزنگاری جانشینی –
- رمز سزار –

* ROT13 –
- Affine cipher –
- Atbash –
- Polyalphabetic substitution –
- Vigenère cipher –
- Autokey cipher –
- Polygraphic substitution –
- Playfair cipher –
- Hill cipher –
- رمزنگاری جابجایی –
- Scytale –
- Grille –
- Permutation cipher –
- VIC cipher –

## مدرن
الگوریتم کلید متقارن
 مقاله اصلی: الگوریتم کلید متقارن 
- رمزکردن جریان

مقاله اصلی: 
- en: Stream ciphers
- en: A5/1 & en: A5/2 – رمزکنندهٔ مخصوص برای جی‌اس‌ام استاندارد تلفن سلولی
- BMGL –
- Chameleon (cipher) – *
- Fish (cryptography) – *
- ::Geheimfernschreiber زیمنس نامیده می‌شود STURGEON به وسیلهٔ Bletchley Park –
  - Pike اصلاح بر روی FISH توسط Ross Anderson
- HELIX –
- ISAAC – intended as a PRNG
- Leviathan –
- LILI-128 –
- MUGI – CRYPTREC recommendation
- MULTI-S01 (CRYPTREC نظریه)
- پد یک‌بار مصرف – Vernam and Mauborgne, patented mid-'20s; an extreme stream cypher
- Panama –
- آر سی 4 (ARCFOUR) – one of a series by Professor Ron Rivest of MIT; CRYPTREC recommended limited to 128-bit key
  - CipherSaber – (آر سی 4 variant with 10 byte random بردار اولیه
- Salsa20 – an eSTREAM رمزکننده سفارشی
- SEAL –
- SNOW –
- SOBER –
- WAKE
- رمزگذاری قطعه‌ای

مقاله اصلی:رمزگذاری قطعه‌ای –
مقاله اصلی:مدهای کاری رمزهای قطعه‌ای
- Product cipher –
- رمزنگاری فیستل – pattern by Horst Feistel
- استاندارد رمزنگاری پیشرفته (Rijndael) – 128 bit block; مؤسسه ملی فناوری و استانداردها منتخب برای AES, FIPS 197, 2001—توسط Joan Daemen و Vincent Rijmen; NESSIE ; CRYPTREC نظریه
- Anubis – بلوک ۱۲۸ بیتی
- BEAR – که از یک رمزکننده و تابع هش تشکیل شده‌است،: توسط راس جان اندرسون
- بلوفیش – بلوک ۶۴ بیتی؛ توسطُBruce Schneier وهمکاران
- Camellia – بلوک ۱۲۸ بیتی؛ NESSIE CRYPTREC
- cast-128 (CAST5) – بلوک ۶۴ بیتی؛ یکی از الگوریتم‌های ارائه شده توسطCarlisle Adams و Stafford Tavares
  - CAST-256 (CAST6) – بلوک‌های ۱۲۸بیتی؛ the successor to CAST-128 and a candidate for the AES competition
- CIPHERUNICORN-A – بلوک‌های ۱۲۸بیتی؛ CRYPTREC
- CIPHERUNICORN-E – بلوک‌ها ۶۴ بیتی؛ CRYPTREC recommendation (limited)
- CMEA –.
- CS-Cipher – بلوک‌ها ۶۴ بیتی
- استاندارد رمزنگاری داده‌ها (DES) – بلوک‌ها ۶۴ بیتی؛ FIPS 46-3, 1976
- DEAL –
- DES-X – نوعی از DES برای افزایش سایز کلید.
- FEAL –
- GDES – a DES طراحی شده برای افزایش سرعت رمزنگاری
- Grand Cru – بلوک‌های ۱۲۸بیتی
- Hierocrypt-3 – بلوک‌های ۱۲۸بیتی؛ CRYPTREC
- Hierocrypt-L1 – بلوک‌ها ۶۴ بیتی؛ CRYPTREC
- IDEA NXT – project name FOX, بلوک‌های ۱۲۸و ۶۴ بیتی؛ Mediacrypt (Switzerland); by Pascal Junod و Serge Vaudenay
- الگوریتم بین‌المللی رمزگذاری داده‌ها (IDEA) – بلوک‌ها ۶۴ بیتی؛ James Massey & X Lai of دانشگاه صنعتی زوریخ
- Iraqi Block Cipher (IBC) –
- KASUMI – بلوک‌ها ۶۴ بیتی؛ برپایه MISTY1، W-CDMA تلفن همراه security
- KHAZAD –توسط رمزکننده بلوک‌ها ۶۴ بیتی Barretto and Rijmen
- Khufu and Khafre – رمزکننده بلوک‌های ۶۴ بیتی
- LION – توسط Ross Anderson
- LOKI89/91 – رمزکننده بلوک‌های ۶۴بیتی
- LOKI97 – رمزکننده بلوک‌های ۱۲۸بیتی، AES candidate
- لوسیفر (رمزنگاری) – توسط آی‌بی‌ام، اوایل 1970s; تغییریافته توسطآژانس امنیت ملی ایالات آمریکا، DES
- MAGENTA – AES کاندید
- Mars – AES finalist, by Don Coppersmith et al.
- MISTY1 – NESSIE بلوک‌های ۶۴ بیتی؛ Mitsubishi Electric (Japan); CRYPTREC
- MISTY2 – بلوک‌های ۱۲۸بیتی
- Nimbus &ndash بلوک‌های ۶۴بیتی
- NOEKEON – بلوک‌های ۱۲۸بیتی
- NUSH – طول بلوک متغیر (64 - 256 bits)
- Q – بلوک‌های ۱۲۸بیتی
- RC2 – بلوک‌های ۶۴بیتی، طول کلید متغیر
  - RC6 – طول بلوک متغیر؛ AES finalist, by Ron Rivest et al.
  - RC5 – Ron Rivest
- SAFER – طول بلوک متغیر
- SC2000 – بلوک‌های ۱۲۸بیتی؛ CRYPTREC recommendation
- Serpent – بلوک‌های ۱۲۸بیتی؛ AES finalist by راس اندرسون، Eli Biham، Lars Knudsen
- SHACAL-1 – بلوک‌های ۱۶۰ بیتی
- SHACAL-2 – رمزکننده بلوک‌های ۲۵۶ بیتی NESSIE selection Gemplus (France)
- Shark – پدر بزرگ Rijndael/AES, by Daemen and Rijmen
  - Square – پدرRijndael/AES, by Daemen and Rijmen
- TEA – توسط David Wheeler & Roger Needham
- Triple DES – by Walter Tuchman، لوسیفر (رمزنگاری) CRYPTREC
- Twofish – بلوک‌های ۱۲۸ بیتی توسط Bruce Schneier et al.
- XTEA – توسط David Wheeler & Roger Needham
- 3-Way – بلوک‌های ۹۶ بیتی توسط Joan Daemen
- Polyalphabetic substitution machine cyphers
- ماشین انیگما &ndash
- Purple –
- SIGABA – by William Friedman، Frank Rowlett et al.
- TypeX –
- JN-25 –
- Naval Cypher 3 –

الگوریتم‌های کلید نامتقارن
مقاله اصلی | رمزنگاری کلید عمومی
- ACE-KEM – NESSIE
  - ACE Encrypt –
- Chor-Rivest –
- پروتکل تبادل کلید دیفی-هلمن – CRYPTREC
- رمزنگاری الجمل –
- رمزنگاری منحنی بیضوی –
- PSEC-KEM – NESSIE: NTT (Japan); CRYPTREC
  - ECIES –
  - ECIES-KEM –
  - ECDH – CRYPTREC
- EPOC –
- سیستم رمزنگاری کوله پشتی مرکل-هلمن –
- McEliece –
- Niederreiter cryptosystem –
- رمزنگاری ان‌تی‌آریو –
- آراس‌ای –
  - RSA-KEM – NESSIE
  - RSA-OAEP – CRYPTREC
- Rabin cryptosystem –
  - Rabin-SAEP –
  - HIME(R) –
- Threshold cryptosystem –
- XTR –

## کلیدها
مقاله اصلی |کلید رمز
تصدیق
مقاله اصلی |Key authentication
- زیرساخت کلید عمومی –
- X.509 –
- گواهی دیجیتال –
- مرجع صدور گواهی دیجیتال –
- Certificate revocation list –
- ID-based cryptography –
- Certificate-based encryption –
- Secure key issuing cryptography –
- Certificateless cryptography –
- درخت درهم سازی –

حمل و نقل / تبادل
- پروتکل تبادل کلید دیفی-هلمن –
- حمله مرد میانی –
- Needham–Schroeder –
- Offline private key –
- Otway–Rees –
- Trusted paper key –
- Wide Mouth Frog –

کلیدهای ضعیف 
مقاله اصلی |Weak key
- حمله جستجوی فراگیر –
- حمله لغت‌نامه‌ای –
- Related key attack –
- Key derivation function –
- Key strengthening –
- گذرواژه –
- Password-authenticated key agreement –
- Passphrase –
- Salt –

## توابع هش رمزنگاری
مقاله اصلی |تابع درهم‌سازی رمزنگارانه
- کد اصالت سنجی پیام –
- کد اصالت‌سنجی پیام برپایه درهم‌سازی –
- EMAC – NESSIE selection MAC
- کد اصالت‌سنجی پیام برپایه درهم‌ساز – NESSIE selection MAC; ISO/IEC 9797-1، FIPS PUB 113 and IETF RFC
- TTMAC – (Two-Track-MAC) NESSIE selection MAC; K.U.Leuven (Belgium) & debis AG (Germany)
- UMAC – NESSIE selection MAC; Intel, UNevada Reno, IBM, Technion, & UC Davis
- ام‌دی۵ – یکی از سری الگوریتم‌های هضم پیام توسط پروفسور Ron Rivest of MIT; 128 bit digest
- SHA-1 – توسعه یافته توسط NSA;
- SHA-256 – NESSIE تابع هش انتخابی، FIPS 180-2, 256 bit digest; CRYPTREC
- اس‌اچ‌ای-۲ – NESSIE تابع هش انتخابی، FIPS 180-2, 384 bit digest; CRYPTREC
- SHA-512 – NESSIE تابع هش انتخابی، FIPS 180-2, 512 bit digest; CRYPTREC
- RIPEMD-160 – در اروپا RIPE توسعه پروژه , 160-bit digest;CRYPTREC
- Tiger – توسط Ross Anderson et al.
- Snefru –
- Whirlpool – NESSIE تابع هش انتخابی

## کشف نوشته رمزی
مقاله اصلی |تحلیل رمز
کلاسیک:
- Frequency analysis –
- Contact analysis –
- Index of coincidence –
- آزمون کاسیسکی –

پیشرفته: 
- الگوریتم‌های متقارن
- Boomerang attack –
- حمله جستجوی فراگیر –
- Davies' attack –
- Differential –
- Impossible differential –
- Integral –
- Linear –
- Meet-in-the-middle attack –
- Mod-n –
- Related-key attack –
- حمله لغزش –
- حمله ایکس اس ال –
- توابع هش:
- حمله روز تولد
- Attack model
- Chosen-ciphertext –
- حمله متن انتخاب شده –
- Ciphertext-only –
- حملهٔ متن آشکار –
- Side channel attack
- Power analysis –
- Timing attack –
- حملات شبکه ای
- حمله مرد میانی –
- حمله‌ی بازپخش (تکرار) –
- حملات خارجی
- Black-bag –
- Rubber-hose –

## خصوصیات مقاوم
- Provable security –
- Random oracle model –
- Ciphertext indistinguishability –
- امنیت معنایی –
- Malleability –

## کدها و رمزهای کرک نشده
مقاله اصلی : Uncracked codes and ciphers
- Beale ciphers –
- Chaocipher –
- D'Agapeyeff –
- Dorabella Cipher –
- Rongorongo –
- Shugborough inscription –
- دست‌نوشته‌های ووینیچ –

## سازمان ها و پروژه های انتخابی
استانداردها
مقاله اصلی|Cryptography standards
- Federal Information Processing Standard
- ANSI –
- ISO –
- مؤسسه مهندسان برق و الکترونیک –
- نیروی ضربت مهندسی اینترنت –

رمزنگاری عمومی
- آژانس امنیت ملی ایالات متحده آمریکا – ارزیابی / انتخاب داخلی، بخش متصدی مسئولیت‌های رمزنگاری
- GCHQ – ارزیابی / انتخاب داخلی، بخش متصدی توسعه و معرفی استانداردهای رمزنگاری برای دولت بریتانیا
- DSD – SIGINT سازمان اطلاعات استرالیا، قسمتی از ECHELON
- Communications Security Establishment (CSE) – سازمان اطلاعات کانادا

Open efforts
- استاندارد رمزنگاری داده‌هاDES – NBS بلوک انتخابی اتمام در سال 1976
- استاندارد رمزنگاری پیشرفته – به ضمانتNIST، اتمام در سال 2001
- NESSIE Project – یک برنامه ارزیابی / انتخاب با حمایت اتحادیه اروپا, اتمام در سال 2002
- eSTREAM– توسطECRYPT; stream cipher
- CRYPTREC – برنامه ارزیابی / توصیه با حمایت مالی دولت ژاپن، پیش‌نویس توصیه‌های منتشر شده 2003
- نیروی ضربت مهندسی اینترنت – مسئول فنی برای استاندارد اینترنت Request for Comment مجموعه ای در حال انجام است
- CrypTool – یک نرم‌افزار آموزش الکترونیکی، ابزار آموزشی جامع به زبان‌های انگلیسی و آلمانی و در مورد رمزنگاری و دلیل حملات

## Legal issues
- آزادی بیان
- Bernstein v. United States –
- Junger v. Daley –
- DeCSS –
- Phil Zimmermann –
- Export of cryptography –
- Key escrow and Clipper Chip –
- قانون کپی رایت هزاره دیجیتال –
- مدیریت حقوق دیجیتال (DRM) –
- ثبت اختراع
- آراس‌ای – now public domain
- David Chaum – and digital cash
- Cryptography and law enforcement
- شنود ارتباطات مخابراتی –
- جاسوسی –
- Cryptography laws in different nations
- Official Secrets Act – بریتانیا, هند, جزیره ایرلند, مالزی, and formerly نیوزیلند
- Regulation of Investigatory Powers Act 2000 – بریتانیا

## انتشارات دانشگاهی و حرفه ای
اطلاعات بیشتر: Important publications in cryptography & Books on cryptography
- Journal of Cryptology –
- Encyclopedia of Cryptography and Security –
- Cryptologia – فصلنامه تمرکز بر جنبه‌های تاریخی
- Communication Theory of Secrecy Systems – رمزنگاری از منظر تئوری اطلاعات

## علوم وابسته
- Security engineering

## همچنین مراجعه کنید به
مقاله اصلی:Cryptography
- Cypherpunk –
- Crypto-anarchism –
- Echelon –
- Zodiac Killer –